# Те-Плейнс (Вірджинія)
Те-Плейнс (англ. The Plains) — місто (англ. town) в США, в окрузі Фокір штату Вірджинія. Населення — 245 осіб (2020).

## Географія
Те-Плейнс розташований за координатами 38°51′43″ пн. ш. 77°46′28″ зх. д. / 38.86194° пн. ш. 77.77444° зх. д. (38.862007, -77.774457).  За даними Бюро перепису населення США в 2010 році місто мало площу 0,69 км², уся площа — суходіл.

## Демографія
Згідно з переписом 2010 року, у місті мешкало 217 осіб у 85 домогосподарствах у складі 57 родин. Густота населення становила 316 осіб/км².  Було 105 помешкань (153/км²).
Расовий склад населення:
| - 85,3 % — білих - 9,2 % — чорних або афроамериканців - 3,7 % — осіб інших рас |

До двох чи більше рас належало 1,8 %. Частка іспаномовних становила 5,5 % від усіх жителів.
За віковим діапазоном населення розподілялося таким чином: 22,6 % — особи молодші 18 років, 63,1 % — особи у віці 18—64 років, 14,3 % — особи у віці 65 років та старші. Медіана віку мешканця становила 46,3 року. На 100 осіб жіночої статі у місті припадало 117,0 чоловіків;  на 100 жінок у віці від 18 років та старших — 127,0 чоловіків також старших 18 років.
Середній дохід на одне домашнє господарство  становив 91 571 долар США (медіана — 80 000), а середній дохід на одну сім'ю — 107 766 доларів (медіана — 85 781). За межею бідності перебувало 22,5 % осіб, у тому числі 39,5 % дітей у віці до 18 років та 11,4 % осіб у віці 65 років та старших.
Цивільне працевлаштоване населення становило 72 особи. Основні галузі зайнятості: науковці, спеціалісти, менеджери — 22,2 %, освіта, охорона здоров'я та соціальна допомога — 19,4 %, роздрібна торгівля — 12,5 %, будівництво — 12,5 %.